# Tuomas Grönman (Biathlet)
Tuomas Grönman (* 19. September 1991 in Kouvola) ist ein finnischer Biathlet und Skilangläufer.

## Karriere
Tuomas Grönman startet für Anjalan Liitto. Seit 2009 nimmt er an unterklassigen FIS-Rennen, dem Scandinavian Cup und nationalen Meisterschaften teil, ohne nennenswerte Platzierungen zu erreichen. Seine erste internationale Meisterschaft bestritt der Finne im Biathlonsport, den er seit der Saison 2013/14 vorrangig betreibt. Bei den Biathlon-Europameisterschaften 2014 in Nové Město na Moravě kam er im Sprint auf den 69. und im Einzel auf den 62. Platz. Mit der finnischen Staffel kam er an der Seite von Antti Raatikainen, Sami Orpana und Olli Jaakkola auf den 17. Rang.

## Statistiken

### Weltcupplatzierungen
Die Tabelle zeigt alle Platzierungen (je nach Austragungsjahr einschließlich Olympische Spiele und Weltmeisterschaften).
- 1.–3. Platz: Anzahl der Podiumsplatzierungen
- Top 10: Anzahl der Platzierungen unter den ersten zehn (einschließlich Podium)
- Punkteränge: Anzahl der Platzierungen innerhalb der Punkteränge (einschließlich Podium und Top 10)
- Starts: Anzahl gelaufener Rennen in der jeweiligen Disziplin
- Staffel: inklusive Mixed- und Single-Mixed-Staffeln

| Platzierung              | Einzel | Sprint | Verfolgung | Massenstart | Staffel | Gesamt |
| ------------------------ | ------ | ------ | ---------- | ----------- | ------- | ------ |
| 1. Platz                 |        |        |            |             |         |        |
| 2. Platz                 |        |        |            |             |         |        |
| 3. Platz                 |        |        |            |             |         |        |
| Top 10                   |        |        |            |             | 3       | 3      |
| Punkteränge              | 2      | 3      | 2          |             | 29      | 36     |
| Starts                   | 9      | 33     | 11         |             | 29      | 82     |
| Stand: 31. Dezember 2021 |        |        |            |             |         |        |

### Olympische Winterspiele
Ergebnisse bei Olympischen Winterspielen:
|                                             | Einzelwettbewerbe | Einzelwettbewerbe | Einzelwettbewerbe | Einzelwettbewerbe | Staffelwettbewerbe | Staffelwettbewerbe |
| Sprint                                      | Verfolgung        | Einzel            | Massenstart       | Herrenstaffel     | Mixedstaffel       |                    |
| ------------------------------------------- | ----------------- | ----------------- | ----------------- | ----------------- | ------------------ | ------------------ |
| Olympische Winterspiele 2018 \| Pyeongchang | 45.               | 55.               | 48.               | –                 | –                  | –                  |